# Rika Ishikawa
Rika Ishikawa (n. 19 ianuarie 1985, Yokosuka, Japonia) este un fost membru din Morning Musume și liderul trupei V-u-den. Ea este de asemenea, și o actriță, un idol japonez și fotomodel, a absolvit Hello! Project în 2009. Ea a făcut parte în mai multe trupe.

## Profil
- Nume:Rika Ishikawa
- Porecle:Charmy, Rika-chan, Rikacchi, Rikami
- Data nașterii:19 ianuarie 1985
- Locul nașterii:Yokosuka, Prefectura Kanagawa, Japonia
- Tipul de sânge:A
- Trupe:
  - Tanpopo
  - Morning Musume
  - Country Musume
  - 3nin Matsuri
  - Sexy 8
  - 7AIR
  - ROMANS
  - Morning Musume Otomegumi
  - H.P. All Stars
  - Ecomoni
  - V-u-den
  - DEF.DIVA
  - Ongaku Gatas
  - HANGRY & ANGRY
  - Dream Morning Musume
  - ABCHO

## DVD-uri
- Alo-Hello! Ishikawa Rika
- Rika Ishikawa MOST CRISIS! in Hawaii
- RIKA

## Trivia
- Ea are înca două surori: Yuria și Mie.
- Culoarea ei în trupă a fost Hot Pink.
- Culori ei preferate sunt: roz, alb și negru.
- Sezonul ei favorit este vara.

## Filmografie
- Pinch Runner
- 17 sai~Tabidachi no Futari~
- Atsuhime Number 1
- Haikara-san ga Tooru
- LAST PRESENT
- Ranpo R
- Moshimo Kokumin ga Shusho o Erandara
- Pizza-la
- Ishikawa Rika no Chanchaka Charmy